# Dragonite
Dragonite is een Pokémon van het type Draak. Hij wordt gezien als een van de meest zeldzame Pokémon ooit. 
Volgens de legende leven de Dragonite ergens op een verlaten eiland midden in de oceaan. In de computerspellen is hij alleen te verkrijgen door evolutie. In de stadia ervoor was hij respectievelijk Dratini en Dragonair.

## Ruilkaartenspel
Er bestaan zeven standaard Dragonite kaarten, waarvan twee enkel in Japan uitgebracht zijn. Ook bestaat er een Dark Dragonite, een Light Dragonite, een Clay's Dragonite (enkel in Japan), een Lance's Dragonite (enkel in Japan), een Dragonite ex en een Dragonite FB-kaart. Allemaal hebben ze het type Colorless als element. Verder bestaat er nog een Dragonite δ-kaart (types Electric en Metal), een Darkness-type Dark Dragonite en een Grass-type Dragonite ex δ-kaart.

### Dragonite (Fossil 4)
Dragonite (Japans: カイリュー Kairyu) is een Colorless-type Stadium 2 kaart. Het maakt deel uit van de Fossil expansie. Hij heeft een HP van 100 en kent de Pokémon Power Step In en de aanval Slam. Slam is een aanval die Dragonite in de spellen leert op level 21.

### Dragonite (Expedition 9)
Dragonite (Japans: カイリュー Kairyu) is een Colorless-type Stadium 2 kaart. Het maakt deel uit van de Expedition Base reeks. Hij heeft een HP van 100 en kent de Poké-Power Tailwind en de aanval Dragon Tail. Tailwind is een later geïntrodueerde aanval in de vierde generatie, maar is niet verwant omdat de Japanse naam anders is. Dragon Tail is ook een aanval later geïntroduceerd in de generatie vijf spellen, die Dragonite op level 33 leert.

### Dragonite (Legends Awakend 2)
Dragonite (Japans: カイリュー Kairyu) is een Colorless-type Stadium 2 kaart. Het maakt deel uit van de Legends Awakend reeks. Hij heeft een HP van 140 en kent de aanvallen Hyper Beam en Draco Meteor. Beiden zijn aanvallen die Dragonite in de spellen kan leren. Draco Meteor moet hij aangeleerd worden via een move tutor, maar Hyper Beam leert hij gewoon op level 75. De Dragonite op deze kaart zit echter op level 61.